# Johanna von Genf

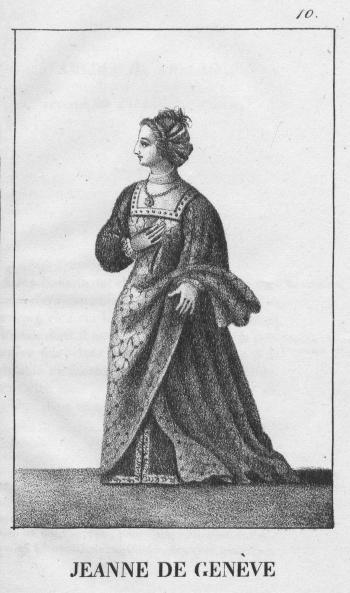
Johanna von Genf. Bildbeilage aus der Histoire de la Maison de Savoie von Jean Frézet, 1827

Johanna von Genf (* um 1050 wohl in Genf; † um 1095) war eine Prinzessin aus der Grafenfamilie von Genf und Gräfin von Maurienne.
Sie war eine Tochter von Graf Gerold von Genf und von Gisela von Burgund. Um 1065 heiratete sie Graf Amadeus von Maurienne, der auch über das Chablais und den Bugey regierte. Erwähnt wird sie ungenau in der Chronik der savoyischen Königsabtei Hautecombe. Durch ihre Heirat gelangte wohl ein bedeutender Grundbesitz in der Grafschaft Genf in den Besitz der Grafen von Maurienne, so die Region Valromey und das Gebiet an der Rhone bei Culoz und Bellegarde.
Als Graf Peter von Maurienne im Jahr 1078 starb, wurde Johannas Ehemann Amadeus als dessen Bruder das regierende Oberhaupt der Familie. Bis zu Amadeus’ Tod im Jahr 1080 war Johanna Gräfin von Maurienne. Die Nachkommen dieser mächtigen Familie aus den Westalpen nannten sich ab dem 12. Jahrhundert Grafen von Savoyen.
Johanna von Genf und Maurienne und Graf Amadeus hatten mehrere Kinder, fünf sind in den historischen Quellen erwähnt:
- Humbert (um 1060–1103), der seinem Vater 1080 als Graf von Maurienne nachfolgte
- Adelheid (1070–1116), Ehefrau von Manasses von Coligny
- Auxilia, Ehefrau von Humbert von Beaujeu
- Konstanze, Ehefrau von Otto von Montferrat
- Otto